# Pismo geba

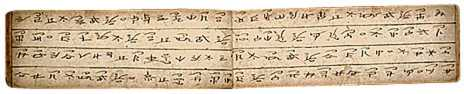
Pismo geba

Pismo geba (naxi: ¹Ggo¹baw; chiń. 哥巴, pinyin: gēbā) – sylabariusz używany przez mniejszość etniczną Naxi w Chinach, głównie przez szamanów zwanych dongba do transkrypcji formuł rytualnych, zapisywanych zasadniczo pismem obrazkowym zwanym dongba. Niektóre ze znaków pisma geba przypominają pismo yi, inne natomiast wydają się stanowić modyfikację znaków chińskich.